# سفين إكلوند
سفين إكلوند (بالسويدية: Sven A. Eklund)‏ هو لاعب كرلنغ سويدي، ولد في 1916، وتوفي في 1997.

## وصلات خارجية
- سفين إكلوند على موقع الاتحاد الدولي للكرلنغ (الإنجليزية)
- سفين إكلوند على موقع أوليمبيديا (الإنجليزية)